# Svalbardsarv
Svalbardsarv (Cerastium arcticum) eller möjligen snöarv är en växtart i familjen nejlikväxter.